# MagentaTV

Logo

MagentaTV (früher Telekom Entertain TV, T-Home Entertain und bis Oktober 2018 Entertain TV) ist der Produktname für Triple-Play-Bündelangebote der Telekom Deutschland, bestehend aus DSL-Anschluss mit hohen Datenübertragungsraten, Festnetzanschluss, IPTV sowie Internetradio aus dem Angebot von Phonostar. Optional ist IPTV und Video-on-Demand über eine kommerzielle Plattform von Microsoft erhältlich, für die eine spezielle Set-Top-Box nötig ist.

## Aktuell vermarktete Angebote von Telekom Deutschland
Derzeit werden von der Telekom über das (V)DSL-Netz der Telekom Deutschland und dessen FTTH-Erweiterung zwei IPTV-Komplettanschlusspakete (EntertainTV  sowie EntertainTV Plus ) mit jeweils drei unterschiedlichen Datenraten angeboten. Dabei basieren die drei Datenraten auf (V)DSL-Technik (VDSL2 mit 50 Mbit/s und VDSL2 mit 100 Mbit/s ADSL2+ mit 16 Mbit/s) und drei auf FTTH-Technik (Fiber 50 TV mit 50Mbit/s, Fiber 100 TV mit 100 Mbit/s und Fiber 200 TV mit 200 Mbit/s). Eine Ausnahme stellt Entertain Sat dar, da dies über Satellit statt über (V)DSL-/FTTH-Technik angeboten wird. Möchte man auf die Microsoft-Plattform mit Privatfernsehen verzichten, werden „Vario“-Pakete angeboten. Bis zur CeBIT 2008 konnte der Kunde zwischen den regulären „Telekom Entertain Comfort“ sowie „Telekom Entertain Comfort Plus“-Paketen wählen. Die „Plus“-Pakete enthielten neben sogenannten Free-TV-Kanälen aus dem ebenfalls kostenpflichtigen Standardpaket weitere Pay-TV-Kanäle sowie eine gedruckte Fernsehzeitschrift im Abonnement.
Mit der CeBIT 2008 wurden die Pakete neu gebündelt. Neben den bisherigen „Telekom Entertain Comfort“- sowie „Telekom Entertain Plus“-Paketen kann nun auch die neue Variante „Telekom Entertain Premium“ bestellt werden. Sie enthält die Merkmale des bisherigen Plus-Paketes ohne weitere Pay-TV-Sender und gedruckte Programmzeitschrift und bietet im Gegensatz zum normalen Comfort-Paket unter anderem günstigere Minutenpreise und ein erweitertes E-Mail-Paket. Alle Entertain-Pakete enthalten eine Online-Programmiermöglichkeit des Media Receivers. Für August 2011 hat die Telekom die Verfügbarkeit eines neuen 3D-Programms angekündigt, unter dem beispielsweise Reportagen und Konzerte ausgestrahlt werden sollen.

## Ehemalige Angebote
Im Rahmen der Umstellung auf „Magenta TV“ wurde Anfang 2019 das Angebot „Entertain“ beendet. Legacy-Geräte mit Software-as-a-Service-Betriebssystem wie der „Media-Receiver 303“ werden somit betriebsunfähig. Existierende Aufnahmen ließen sich nicht sichern und gingen somit verloren.

## Technik und Anschluss
Alle Kunden, die ein Telekom-Entertain-Paket gebucht haben, werden auf das neue Gigabit-Konzentratornetz geschaltet. Entweder ist dies von vornherein gegeben, zum Beispiel bei Entertain-Neuanschlüssen und grundsätzlich bei Outdoor-VDSL2-DSLAMs, oder es geschieht durch einen physischen Wechsel im Hauptverteiler bei Indoor-Verkabelung. Grund ist, dass die Konzentratoren in der Lage sein müssen, die notwendigen Routen für das im Multicast übertragene IPTV zu setzen und man dies offenbar nicht in die bestehende Konzentrator-Infrastruktur integrieren wollte/konnte. Die Authentifizierung des Verbindungsaufbaus erfolgt weiterhin über die RADIUS-Server von Telekom Deutschland, jedoch ist ein PPPoE-Verbindungsaufbau zu anderen Internetdienst- oder Kollokationsanbietern, dazu zählen auch die Telekom-Reseller, nicht mehr möglich, da die Gigabit-Konzentratoren kein L2TP bieten/beherrschen. Zudem ist aller Verkehr über die DSL-Strecke mit einem VLAN-Tag versehen (siehe unten).
Die für andere DSL-Anschlüsse üblichen Dämpfungsgrenzen finden für die Berechnung der Verfügbarkeit von Entertain-Anschlüssen keine Anwendung, es wird eine getrennte Datenbasis verwendet. Dies gilt nicht nur für Outdoor-VDSL2-Anschlüsse im Besonderen oder die Indoor-VDSL2-Variante, sondern ganz besonders auch für die ADSL2+-„16k+“-Anschlüsse. Diese werden anders berechnet als „gewöhnliche“ ADSL2+-16.000-Anschlüsse, wodurch erhebliche und nicht immer vermittelbare Unterschiede in den Verfügbarkeiten entstehen können. Andererseits können ausgebaute und verfügbare VDSL2-Gebiete teils deswegen nicht vermarktet werden, da noch nicht für alle Anschlussleitungen die entsprechenden neuen Dämpfungswerte vorliegen und somit keine Beauftragung möglich ist.

### Endgeräte

#### Netzabschluss
Genau wie bei Nicht-Entertain-DSL-Anschlüssen stellt der an der Anschlussleitung angeschlossene DSL-Splitter den DSL-Netzabschluss sowohl bei ADSL2+ als auch bei VDSL2 dar. Die für VDSL2-Anschlüsse gelieferten Splitter weisen eine geringfügig niedrigere Eigendämpfung auf, funktionieren jedoch auch an allen anderen Anschlüssen und mit ADSL2+. Für Universal-(ISDN-)Kunden stellt der NTBA den Schmalband-Netzabschluss dar.
Im April 2008 hat Telekom Deutschland die Bezeichnung der Anschlussart von Analog (POTS) auf Standard und von ISDN auf Universal geändert um einer zukünftigen Migration auf NGN-Anschlüsse vorzugreifen. Derzeit (Juni 2009) bekommt der Großteil der Kunden weiterhin einen normalen POTS- bzw. ISDN-Anschluss überlassen, zunehmend werden jedoch immer mehr VoIP-basierte Anschlüsse geschaltet. Hierbei erhält der Kunde ein IAD, an das sich bisherige analoge und (je nach Modell) ISDN-Endgeräte anschließen lassen. Für ISDN wird die interne S0-Schnittstelle jedoch lediglich mit einem begrenzten Funktionsumfang durch das IAD emuliert und stellt daher nicht alle erweiterten Leistungsmerkmale eines ISDN-Komfortanschlusses, wie zum Beispiel Fax, Datenübertragung und D-Kanal-Signalisierung, zur Verfügung. Daher werden Universal-Anschlüsse nur im Rahmen eines Pilotprojektes (Stand Juni 2009) via VoIP geschaltet und meist ein realer ISDN-Anschluss gestellt.

#### ISDN und POTS
Für Kunden mit einem realen POTS- bzw. ISDN-Anschluss ändert sich nichts. Die von Telekom Deutschland gelieferten IADs enthalten alle eine Analog-Telefonanlage mit VoIP-zu-POTS-Emulator für drei Endgeräte, die Speedport W 900V und W 920V auch für ISDN-Anschlüsse sowie zusätzlich eine eingebaute DECT-Station auf AVM-Basis für bis zu fünf Mobilteile. Für Entertain-Neuanschlüsse, bzw. der Wechsel von einem bestehenden DSL-Anschluss auf einen Tripleplay, ist nur noch die Buchung eines Entertain-IP-Anschlusses möglich. Die Möglichkeit den bestehenden ISDN bzw. analogen Anschluss weiterhin zu nutzen, besteht nicht. Dies hat zur Folge, dass nur aktuelle Router der Telekom genutzt werden können (Speedport W504V, W723V, W724V und W921V mit internem S0-Bus).

#### ADSL2+ (DSL 16+)
Die zum Entertain-Paket separat verfügbaren (Miete oder Kauf) Speedport-Multifunktionsgeräte enthalten ein integriertes ADSL2+-Modem. Beim Einsatz eines externen ADSL2+-fähigen Modems in Verbindung mit einem PPPoE-fähigen DSL-Router oder Computer muss darauf geachtet werden, dass das Modem das VLAN-Tagging der Ethernet-Frames nicht manipuliert. Das ist aber häufig der Fall und führt ggf. zum Verlust des VLAN-Taggings (VLAN 8) und damit zu Fehlfunktionen bei Entertain.

#### VDSL2

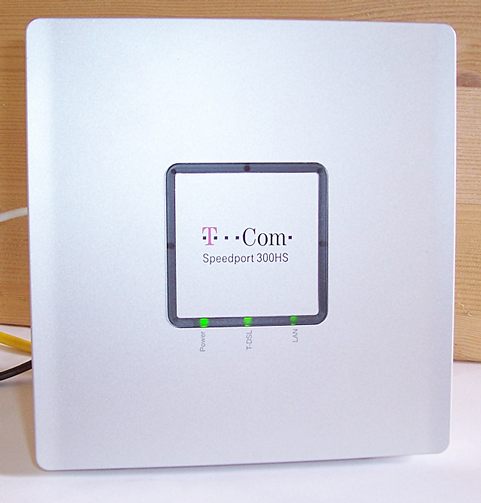
Speedport 300HS-VDSL2-Modem für Telekom Entertain

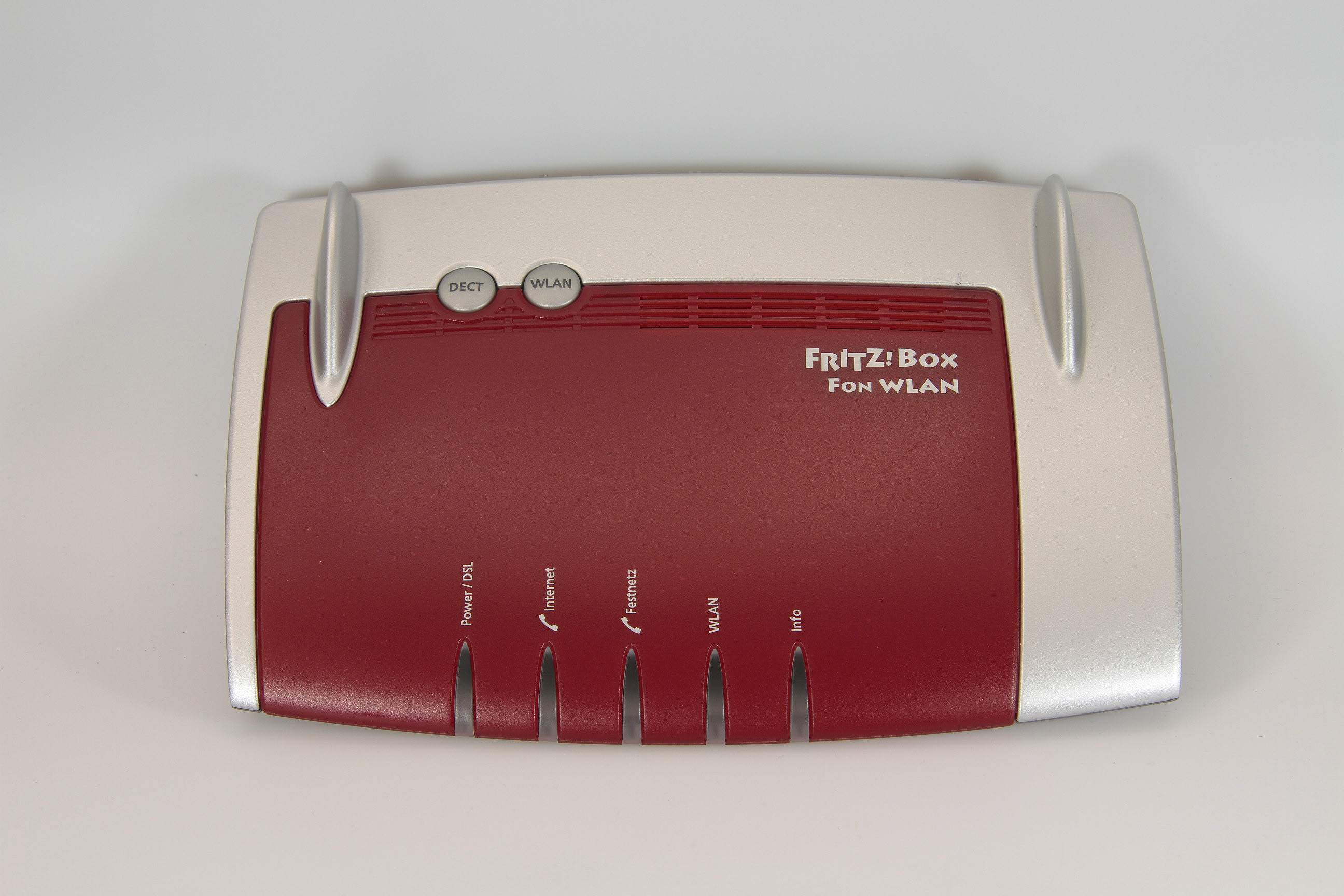
Fritz!Box 7390 als Alternativgerät für Telekom Entertain

Zur Nutzung der VDSL2-Produkte ist ein VDSL2-fähiges Endbenutzer-Modem notwendig, entweder als Einzelgerät oder in einem IAD integriert. Derzeit (Stand Januar 2015) liefert Telekom Deutschland in den VDSL2-Entertain-Paketen auf Wunsch das Multifunktionsgerät Speedport W 724V oder Speedport Smart aus. Das früher einzeln verfügbare VDSL2-Modem Speedport 300HS sowie dessen Nachfolgegerät Speedport 221 sind nicht mehr erhältlich. Alle aktuell angebotenen Router der Telekom sind VDSL-fähig mit Ausnahme des Speedport Entry.

### Router
Im Unterschied zu allen anderen von Telekom Deutschland für Privatkunden angebotenen Internetzugängen erfolgt der Verbindungsaufbau WAN-seitig unter Nutzung von VLAN-Tags. Die dadurch um 4 Byte erhöhte Paketgröße erfordert am Router entweder einen speziell konfigurierten Fast-Ethernet- oder einen Gigabit-Ethernet-Port.
Derzeit (Stand Juni 2009) existieren zwei unterschiedliche Implementierungen des Telekom-Entertain-Netzes, die abweichende Routerkonfigurationen erfordern. Die von Telekom Deutschland angebotenen IADs, sowohl mit als auch ohne integriertes VDSL2-Modem, werden per TR-069 automatisch auf die am jeweiligen Anschluss vorliegende Variante konfiguriert.

#### Startnetz
Als Startnetz wird die seit September 2006 für Endkunden verfügbare und bis Ende 2007 einzige VDSL2-Zugangsnetz-Architektur bezeichnet. Die Ethernetpakete der auf der DSL-Strecke aufgebauten PPPoE-Verbindung werden dabei mit der VLAN-ID 7 versehen. Sowohl normaler Internetverkehr, die VoIP-Verbindungen zu den Telekom Entertain eigenen SIP-Servern, als auch die Unicast- und Multicast-Daten des IPTV werden auf diese Verbindung geroutet. Derzeit (Stand Juni 2009) wird die PPPoE-Verbindung spätestens alle 24 Stunden zwangsweise seitens des Access Concentrator (AC) getrennt, wobei ein anschließender Wiederaufbau ohne Wartezeit möglich ist, jedoch mit einer anderen IPv4-Adresse erfolgt.

#### Zielnetz
Die Zielnetz-Architektur wird seit Anfang 2008 stückweise eingesetzt und dient der Separierung des Multicast-IPTV-Verkehrs, der bisher von den ACs in den regulären Internetverkehr eingeroutet werden musste und diese daher mit zunehmender Kundenzahl stark belastete. Dabei wird, zusätzlich zur PPPoE-Verbindung mit der ID 7, auf der DSL-Strecke eine zweite logische Verbindung mit der VLAN-ID 8 aufgebaut, die ausschließlich für den Multicast-IPTV-Traffic genutzt wird. Die Konfiguration erfolgt durch DHCPv4 und im Gegensatz zur PPPoE-Verbindung (welche bei VoIP basierten Tarifen alle 180 Tage eine Zwangstrennung aufweist) gibt es keine Zwangstrennung und IPv4-Adresse und Routen bleiben erhalten, mit diesen Angaben lässt sich die Verbindung daher auch vollständig statisch einrichten.
Beide Verbindungen können unabhängig voneinander konfiguriert, auf- und abgebaut werden, auch zeitlich getrennt. Mittlerweile ist die Migrierung aller Anschlüsse auf Zielnetz abgeschlossen.
Mit der BNG-Migration der Telekom (seit 2015, bisher (Stand November 2016) nur bei den (V)DSL-Anschlüssen) wird wieder eine dem Startnetz vergleichbare Konfiguration verwendet, der gesamte Traffic (Internetverkehr, VoIP-Verbindungen und IPTV) läuft über die PPPoE-Verbindung (VLAN-ID 7), VLAN-ID 8 entfällt. Die Zwangstrennung der PPPoE-Verbindung erfolgt alle 180 Tage.

### Media Receiver

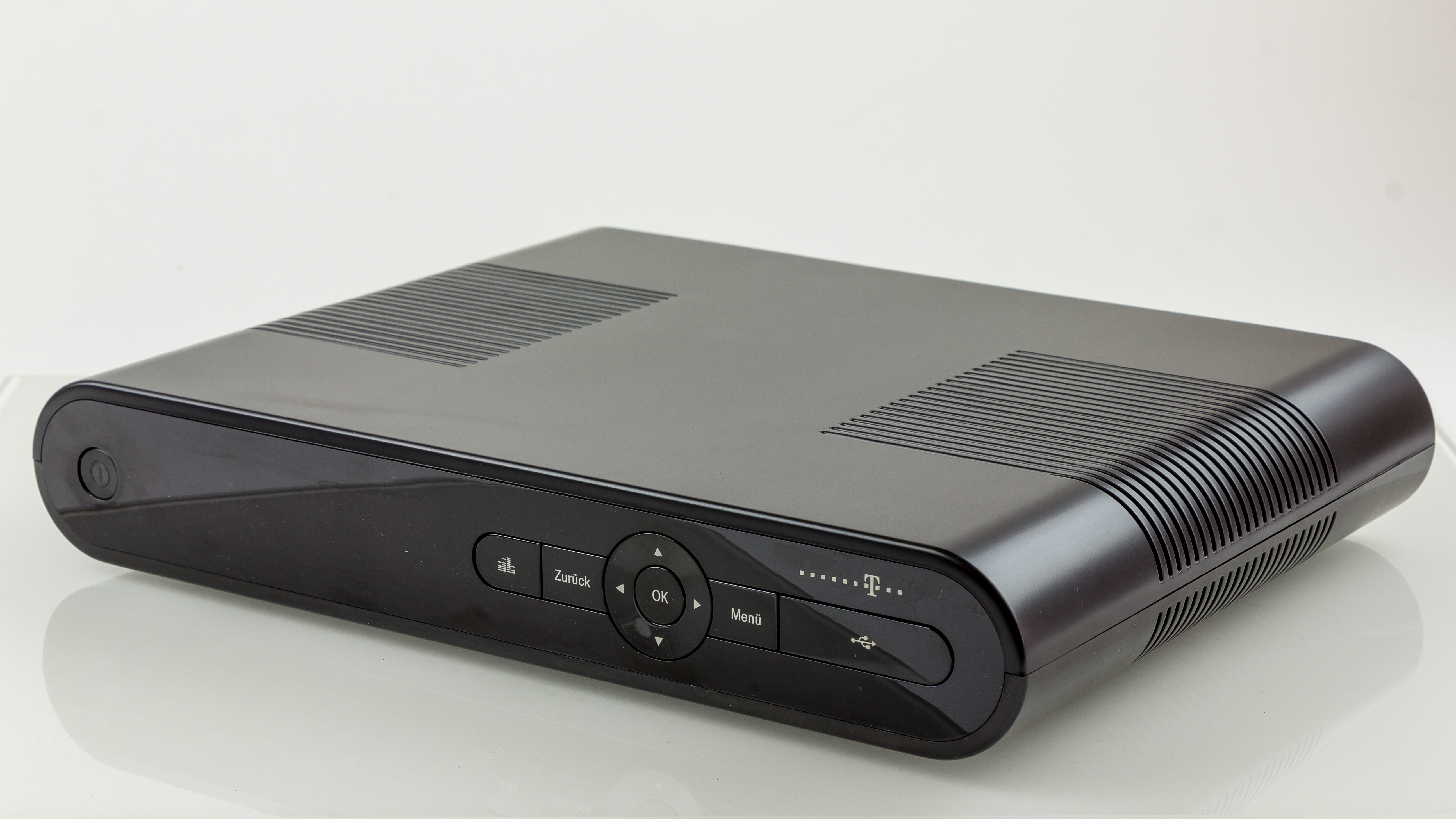
Media Receiver 303 A

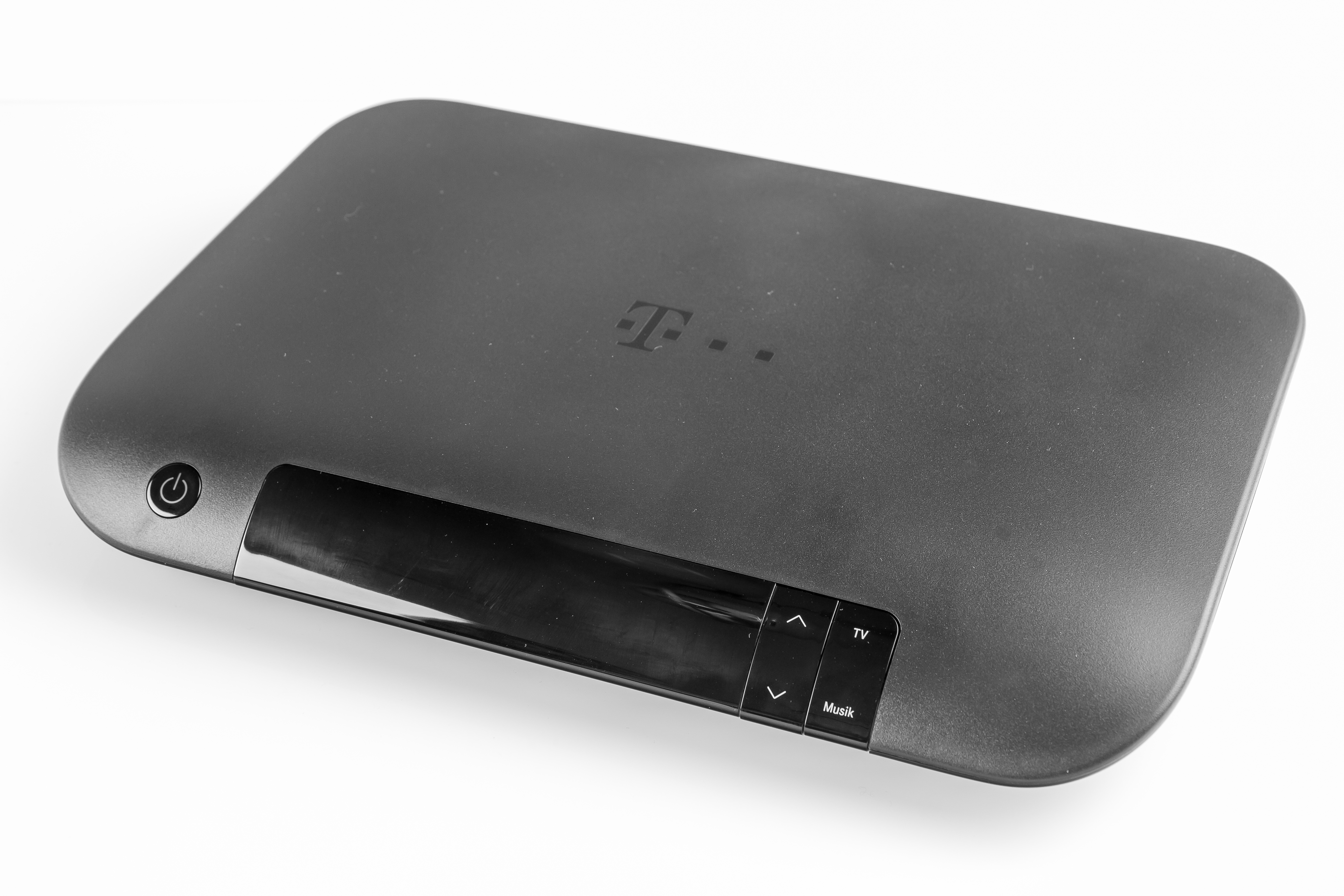
Media Receiver 400

Um das IPTV-Angebot von Telekom Entertain zu nutzen, ist die Weiterleitung von Multicast- und IGMP-Paketen von der WAN-Seite des Routers ins LAN oder zu dem für den Media Receiver dedizierten Port notwendig. Letztere Variante wird auch bei den von Telekom Deutschland vertriebenen IADs angewendet und verhindert das Broadcast-Flooding des LAN, wenn ein nicht Multicast-fähiger Switch zum Einsatz kommt. Zusätzlich ist für den Media Receiver von Telekom Deutschland ein DHCPv4-Server im LAN erforderlich. Kommt im LAN ein transparenter HTTP-Proxy zum Einsatz, muss dieser von der Behandlung der Anfragen des Media Receivers ausgeschlossen werden.
In der Startnetz-Architektur werden sowohl Uni- als auch Multicast-IPTV-Daten über die PPPoE-Verbindung geroutet, im Zielnetz laufen Multicasts über die zweite VLAN-Strecke, Unicasts jedoch weiterhin über PPPoE. Dies ist bei der Konfiguration des IGMP-Proxys und der Firewall zu berücksichtigen, da der Media Receiver und evtl. Software-Clients Zugriff auf beide benötigen.
Die öffentlich-rechtlichen Fernsehsender werden unverschlüsselt über den Standard DVB-IPI übertragen und können mit jedem Empfänger und jeder Software, die DVB-IPTV unterstützt (zum Beispiel Xine oder VideoLAN), gesehen und aufgezeichnet werden.
Weitere Sender, sowie das TV- und Filmarchiv, sind nur über verschlüsseltes DVB-IPI (DRM), eine proprietäre Microsoft-Technik, erhältlich. Die dafür nötige Set-Top-Box wird von Telekom Deutschland in Form der Media Receiver (alle Kiss/Cisco-OEM) auf Basis des Betriebssystems „Microsoft IPTV-Edition“ (seit dem 26. April 2011 „Microsoft Mediaroom 2.0“) zur Verfügung gestellt.
- „T-Home MR303“ bzw. „T-Home MR500“ für Entertain SAT (500 GB)
- „T-Home MR102“ (für weitere TV-Geräte, ohne Festplatte jedoch mit Aufnahmefunktion über den vorhandenen Mediareceiver mit Festplatte)

Neben dem Empfang bieten die Geräte auch parallele Aufnahme- und Timeshift-Funktionen (Anzahl abhängig von der Geschwindigkeit des Downstreams) sowie Zugriff auf das Online-Video-Archiv einzelner Sender (abhängig vom gewählten Telekom-Entertain-Tarif).
Die Telekom erlaubt den Betrieb einer Set-Top-Box mit Festplatte. Werden eine oder mehrere weitere Set-Top-Boxen (egal ob mit oder ohne Festplatte) angeschlossen, so wird bei diesen die Timeshift- und Aufnahmefunktion über die primäre Set-Top-Box bzw. deren Festplatte realisiert.
Die Set-Top-Box ist aufgrund Vorgaben von Telekom Deutschland im Zielnetz auf eine permanent bestehende Entertain-Multicast-Verbindung angewiesen. Für alle Funktionen, die über die Multicast-IPTV-Decodierung hinausgehen, wie zum Beispiel Kanalwechsel, der Start der Box oder die Rückkehr aus dem Standby-Modus, der Aufruf zusätzlicher Filminformationen und die Konfiguration der Box sowie generell im Startnetz und für das Videoarchiv ist zusätzlich Unicast-Zugriff auf die IPTV-Server sowie den NTP-Server von Telekom Deutschland erforderlich. Besteht keine Verbindung oder ist sie nicht korrekt konfiguriert, steht die Set-Top-Box nicht zur Verfügung. Das betrifft alle Funktionen, auch die Nutzung der lokal auf der Festplatte gespeicherten Aufnahmen.
Außerdem bietet Telekom Entertain neben digitalem Fernsehen seit Dezember 2008 auch eine größere Zahl digitaler Radiosender an.
Der HDMI-1.1-Ausgang des Media Receivers verwendete bis Client-Version 1.6 für die Helligkeitswerte einen erweiterten Bereich von 0–255 und nicht den vom HDMI-1.1-Standard eigentlich vorgeschriebenen Bereich 16–235. Dies führte bei TV-Geräten ohne Unterstützung für den erweiterten Bereich zu unterschiedlichen Problemen bei der Darstellung von dunklen und hellen Bildteilen, Näheres siehe Kompatibilitätsprobleme von DVI-PC oder DVI-Video. Das Problem wurde mit Client-Version 2.0 beseitigt.
Die Media Receiver unterstützten Dolby-Digital-5.1-Ton über einen optischen, einen koaxialen Ausgang und über die HDMI-Schnittstelle. Außerdem besitzen sie bis zu zwei USB-Anschlüsse, welche jedoch solftwareseitig deaktiviert sind und daher nicht zur aktiven Nutzung zur Verfügung stehen. Einen Termin für die Aktivierung der Anschlüsse nennt die Telekom nicht.
Die Media Receiver mit Festplatte besitzen keinen Standby-Modus gemäß der Verordnung (EG) Nr. 1275/2008. Der Stromverbrauch im vom Hersteller sogenannten „aktiven Standby-Modus“ wird beim Modell „MR301 Typ A“ mit 12 Watt angegeben. Die Geräte lassen sich über den Netzschalter vollständig vom Stromnetz trennen. Aufnahmen sind dann nicht mehr möglich; ein Neustart der Geräte dauert zwischen einer (Gerät ohne Festplatte) und drei Minuten (Festplatten-Receiver).

## Leistungen

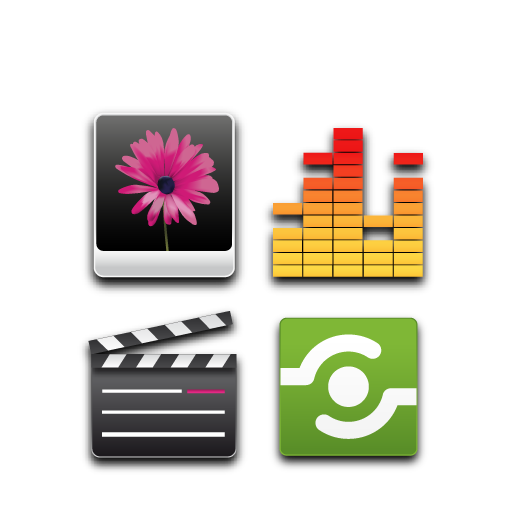
Das Telekom Mediencenter

- Vertragslaufzeit Entertainvertrag: 24 Monate bzw. 12 Monate

- Vertragslaufzeit eines Media Receivers zur Miete: 12 Monate, 6 Werktage Kündigungsfrist
- Vertragslaufzeit einzelner Zubuchoptionen: ein Monat, 6 Werktage Kündigungsfrist

- Fernsehsender: bis zu 218 (abhängig vom gebuchten Entertain-Typ), davon über 80 frei empfangbare und weitere über diverse Zusatzpakete (für HD-Sender ist VDSL nicht mehr erforderlich, ein 16+ Anschluss ist ausreichend) (Stand: 1. April 2012)

- Seit Sommer 2013 speist die Telekom auch die gesamten Programmpakete von Sky Deutschland in ihre Pakete ein.
- Mehrere tausend Filme auf Abruf (via Videoload; ehemalige Bezeichnung Video-on-Demand)
- Zugriff auf das Mediencenter über den Media Receiver
- Verschiedene Apps für Smartphones, mit denen sich der Mediareiceiver programmieren und steuern lässt

## Verbreitung
Zum Ende 2011 wurde Entertain von 1,6 Millionen Kunden genutzt, dies wurde am 23. Februar 2012 zur Bilanzpressekonferenz bekannt gegeben, davon entschieden sich ca. 100.000 Kunden für das neue Kombiprodukt Entertain Sat. Die technische Reichweite liegt laut Schätzungen bei rund 15 Millionen Haushalten (ADSL2+ und VDSL2).
Seit dem 16. Juli 2012 erhebt die Telekom Nutzungsdaten über das Fernsehverhalten der Zuschauer. Diese Nutzungsdaten umfassen Informationen der Entertain-Funktionen. Dies sind im Einzelnen: Anzahl der Verbindungen von Set-Top-Boxen zur Entertain-Plattform, Anzahl aktiver Set-Top-Boxen, Nutzungsdauer, Anzahl der Schaltvorgänge pro Sender und Anzahl der aktiven Kunden. Die Telekom verfährt nach dem Opt-out-Prinzip. Sie fragt die Kunden nicht, ob sie der Datenerfassung zustimmen, sondern protokolliert nur bei denen nicht, die der Erfassung ausdrücklich widersprechen. Verbraucherschützer kritisieren dieses Vorgehen und empfehlen Verbrauchern, der Datenerfassung nachträglich zu widersprechen.

## Varianten
Zur IFA 2011 im September 2011 startete die Telekom Entertain Sat. Dabei wird das Digital-TV-Programm über den Astra-Satelliten ausgestrahlt, während die Steuerung über die DSL-Leitung erfolgt.
Im Juli 2012 kündigte die Telekom außerdem an, auf der IFA 2012 eine mobile Variante des Angebots unter dem Namen Entertain to go vorzustellen. Zunächst sollen über eine WLAN-Verbindung Fernsehinhalte auf Smartphones und Tablets transportiert werden. Nach Verhandlungen mit den Rechteinhabern soll es in einer zweiten Ausbaustufe möglich werden, Fernsehen auch über UMTS- und LTE-Verbindungen zu empfangen. Auf der Cebit 2013 kündigte die Telekom an, die Einführung von Entertain to go auf unbestimmte Zeit zu verschieben. Inzwischen ist es möglich, Entertain to go gegen Aufpreis zu nutzen.

## MagentaTV+
MagentaTV+ ist das inkludierte Streaming-Angebot von MagentaTV. Das Angebot lief bis zum 14. Februar 2024 unter dem Namen Megathek.